# Bernardo Santana de Vasconcellos
Bernardo Santana de Vasconcellos (Belo Horizonte, 5 de dezembro de 1975) é um político brasileiro. Foi deputado federal pelo PL de Minas Gerais, em seu primeiro mandato já se tornou o líder do partido na Câmara dos Deputados. Entre 2015 e 2016, Bernardo foi Secretário da Defesa Social em Minas Gerais, na época foi homenageado, junto ao governador Fernando Pimentel, pelos serviços prestados a área de Segurança Pública.
Bernardo Vasconcellos, antes de deputado, foi diretor jurídico de Mineração e Meio Ambiente do Grupo RIMA industrial.

## Decisões, Votos e Posições Políticas
A seguir, lista de decisões e posicionamentos políticos, publicamente expostos:
- PEC 37
  - Votou a favor desta emenda constitucional, que foi derrotada por 430 votos a 9 (2 abstenções) na data de 25/06/2013. Esta votação foi antecipada, após a série de movimentos populares iniciados no dia 17/06/2013.[5]